# Coppa del Mondo di ginnastica ritmica 2023
La Coppa del Mondo di ginnastica ritmica 2023  comprende cinque eventi World Cup e due eventi World Challenge Cup e si è svolta tra l'Europa e l'Asia.
I punti delle quattro migliori prestazioni negli eventi di World Cup ottenuti da ogni partecipante vengono raccolti e sommati. In base al totale verranno quindi premiate per ogni categoria le atlete che avranno ottenuto più punti, durante la tappa finale.

## Calendario
| Data              | Evento                  | Location    |
| ----------------- | ----------------------- | ----------- |
| 17-19 marzo       | FIG World Cup           | Atene       |
| 31 marzo-2 aprile | FIG World Cup           | Sofia       |
| 14-16 aprile      | FIG World Cup           | Tashkent    |
| 21-23 aprile      | FIG World Cup           | Baku        |
| 5-7 maggio        | FIG World Challenge Cup | Portimão    |
| 14-16 luglio      | FIG World Challenge Cup | Cluj Napoca |
| 21-23 luglio      | FIG World Cup           | Milano      |

## Vincitrici

### Concorso generale

#### Individualiste
| Competizioni        | Oro               | Argento           | Bronzo            |
| ------------------- | ----------------- | ----------------- | ----------------- |
| World Cup           |                   |                   |                   |
| Atene               | Sofia Raffaeli    | Stiliana Nikolova | Borjana Kalejn    |
| Sofia               | Stiliana Nikolova | Sofia Raffaeli    | Taxmina Ikromova  |
| Tashkent            | Sofia Raffaeli    | Taxmina Ikromova  | Margarita Kolosov |
| Baku                | Stiliana Nikolova | Sofia Raffaeli    | Eva Brezalieva    |
| Milano              | Darja Varfolomeev | Sofia Raffaeli    | Stiliana Nikolova |
| World Challenge Cup |                   |                   |                   |
| Portimão            | Darja Varfolomeev | Evita Griskenas   | Aibota Ertaikyzy  |
| Cluj Napoca         | Sofia Raffaeli    | Boryana Kaleyn    | Darja Varfolomeev |

#### Gara a squadre
| Competizioni        | Oro      | Argento  | Bronzo      |
| ------------------- | -------- | -------- | ----------- |
| World Cup           |          |          |             |
| Atene               | Israele  | Bulgaria | Brasile     |
| Sofia               | Bulgaria | Israele  | Francia     |
| Tashkent            | Cina     | Germania | Uzbekistan  |
| Baku                | Cina     | Israele  | Azerbaigian |
| Milano              | Italia   | Israele  | Cina        |
| World Challenge Cup |          |          |             |
| Portimão            | Spagna   | Italia   | Azerbaigian |
| Cluj Napoca         | Italia   | Bulgaria | Brasile     |

### Finali di specialità

#### Cerchio
| Competizioni        | Oro               | Argento             | Bronzo            |
| ------------------- | ----------------- | ------------------- | ----------------- |
| World Cup           |                   |                     |                   |
| Atene               | Sofia Raffaeli    | Fanni Pigniczi      | Polina Berezina   |
| Sofia               | Stiliana Nikolova | Adi Asya Katz       | Sofia Raffaeli    |
| Tashkent            | Sofia Raffaeli    | Margarita Kolosov   | Taxmina Ikromova  |
| Baku                | Stiliana Nikolova | Sofia Raffaeli      | Eva Brezalieva    |
| Milano              | Sofia Raffaeli    | Viktoria Onoprienko | Darja Varfolomeev |
| World Challenge Cup |                   |                     |                   |
| Portimão            | Darja Varfolomeev | Evita Griskenas     | Aibota Ertaikyzy  |
| Cluj Napoca         | Darja Varfolomeev | Eva Brezalieva      | Margarita Kolosov |

#### Palla
| Competizioni        | Oro               | Argento            | Bronzo              |
| ------------------- | ----------------- | ------------------ | ------------------- |
| World Cup           |                   |                    |                     |
| Atene               | Stiliana Nikolova | Sofia Raffaeli     | Evita Griskenas     |
| Sofia               | Stiliana Nikolova | Sofia Raffaeli     | Taxmina Ikromova    |
| Tashkent            | Sofia Raffaeli    | Margarita Kolosov  | Ekaterina Vedeneeva |
| Baku                | Darja Varfolomeev | Eva Brezalieva     | Taxmina Ikromova    |
| Milano              | Darja Varfolomeev | Boryana Kaleyn     | Stiliana Nikolova   |
| World Challenge Cup |                   |                    |                     |
| Portimão            | Eljana Tanïeva    | Aibota Ertaikyzy   | Darja Varfolomeev   |
| Cluj Napoca         | Boryana Kaleyn    | Milena Baldassarri | Sofia Raffaeli      |

#### Clavette
| Competizioni        | Oro               | Argento               | Bronzo            |
| ------------------- | ----------------- | --------------------- | ----------------- |
| World Cup           |                   |                       |                   |
| Atene               | Margarita Kolosov | Taxmina Ikromova      | Eljana Tanïeva    |
| Sofia               | Stiliana Nikolova | Eva Brezalieva        | Sofia Raffaeli    |
| Tashkent            | Sofia Raffaeli    | Darja Varfolomeev     | Fanni Pigniczki   |
| Baku                | Stiliana Nikolova | Viktorija Onoprijenko | Darja Varfolomeev |
| Milano              | Darja Varfolomeev | Sofia Raffaeli        | Stiliana Nikolova |
| World Challenge Cup |                   |                       |                   |
| Portimão            | Darja Varfolomeev | Evita Griskenas       | Zhao Yating       |
| Cluj Napoca         | Boryana Kaleyn    | Darja Varfolomeev     | Sofia Raffaeli    |

#### Nastro
| Competizioni        | Oro                   | Argento           | Bronzo            |
| ------------------- | --------------------- | ----------------- | ----------------- |
| World Cup           |                       |                   |                   |
| Atene               | Ekaterina Vedeneeva   | Adi Asya Katz     | Stiliana Nikolova |
| Sofia               | Taxmina Ikromova      | Eljana Tanïeva    | Bárbara Domingos  |
| Tashkent            | Sofia Raffaeli        | Darja Varfolomeev | Margarita Kolosov |
| Baku                | Stiliana Nikolova     | Eva Brezalieva    | Taxmina Ikromova  |
| Milano              | Viktoriia Onopriienko | Boryana Kaleyn    | Stiliana Nikolova |
| World Challenge Cup |                       |                   |                   |
| Portimão            | Darja Varfolomeev     | Hélène Karbanov   | Eljana Tanïeva    |
| Cluj Napoca         | Darja Varfolomeev     | Eva Brezalieva    | Bárbara Domingos  |

#### 5 cerchi
| Competizioni        | Oro     | Argento    | Bronzo     |
| ------------------- | ------- | ---------- | ---------- |
| World Cup           |         |            |            |
| Atene               | Israele | Italia     | Polonia    |
| Sofia               | Italia  | Israele    | Francia    |
| Tashkent            | Cina    | Kazakistan | Uzbekistan |
| Baku                | Israele | Cina       | Ucraina    |
| Milano              | Israele | Italia     | Bulgaria   |
| World Challenge Cup |         |            |            |
| Portimão            | Brasile | Spagna     | Italia     |
| Cluj Napoca         | Italia  | Brasile    | Messico    |

#### 3 nastri e 2 palle
| Competizioni        | Oro     | Argento  | Bronzo      |
| ------------------- | ------- | -------- | ----------- |
| World Cup           |         |          |             |
| Atene               | Italia  | Israele  | Grecia      |
| Sofia               | Polonia | Grecia   | Francia     |
| Tashkent            | Cina    | Germania | Kazakistan  |
| Baku                | Israele | Cina     | Azerbaigian |
| Milano              | Italia  | Israele  | Cina        |
| World Challenge Cup |         |          |             |
| Portimão            | Italia  | Francia  | Giappone    |
| Cluj Napoca         | Brasile | Italia   | Bulgaria    |

## Medagliere
| Pos.   | Paese       | Oro | Argento | Bronzo | Totale |
| ------ | ----------- | --- | ------- | ------ | ------ |
| 1      | Bulgaria    | 10  | 5       | 4      | 19     |
| 2      | Italia      | 9   | 6       | 2      | 17     |
| 3      | Israele     | 4   | 6       | 0      | 10     |
| 4      | Cina        | 4   | 2       | 0      | 6      |
| 5      | Germania    | 2   | 6       | 3      | 11     |
| 6      | Uzbekistan  | 1   | 2       | 7      | 10     |
| 7      | Polonia     | 1   | 0       | 1      | 2      |
| 7      | Slovenia    | 1   | 0       | 1      | 2      |
| 9      | Kazakistan  | 0   | 2       | 2      | 4      |
| 10     | Grecia      | 0   | 1       | 1      | 2      |
| 10     | Ucraina     | 0   | 1       | 1      | 2      |
| 10     | Ungheria    | 0   | 1       | 1      | 2      |
| 13     | Francia     | 0   | 0       | 3      | 3      |
| 14     | Azerbaigian | 0   | 0       | 2      | 2      |
| 14     | Brasile     | 0   | 0       | 2      | 2      |
| 16     | Spagna      | 0   | 0       | 1      | 1      |
| 16     | Stati Uniti | 0   | 0       | 1      | 1      |
| Totale | Totale      | 32  | 32      | 32     | 96     |